# 美国第五航空队
第五航空隊（Fifth Air Force；）或譯第五航空軍，乃美國太平洋空軍下屬的一個編號航空隊及駐日美軍中的空軍部門，指揮部設在日本東京都多摩地區的橫田空軍基地，是美國空軍中服役時間持續最長久的航空隊、也是少數從未駐防過美國本土而常在海外的航空隊之一。自1941年創設70多年以來，即持續為亞太地區提供空中武力。在日語中稱作第5空軍。

## 概述
第五航空隊是美太平洋空軍在日本列島的前方部署單位，負責協助美日間夥伴關係能力的提升、並加強雙方的防衛合作。其任務分為三大方面，首先是對太平洋空軍司令部制定的空中作戰給予計劃、執行、管制等方面的協助。其次是維持一定程度的備戰水準，以使軍事行動得以達成。第三則是參與日本列島的防衛，並透過軍演、執行美日聯合行動以鞏固區域穩定。為達成上述任務，第五航空隊扮演著威懾力量的角色，以保護美國在日本和東亞的利益。
第五航空隊除了本分的防衛任務外，亦逐漸參與了非軍事方面的行動，例如因應日本及亞太各地的自然災害而進行的救災，包括了1995年阪神大地震、1997年超級颱風帕卡對關島的重創等，亦對水災、颱風、火山及地震的災民提供相關協助。

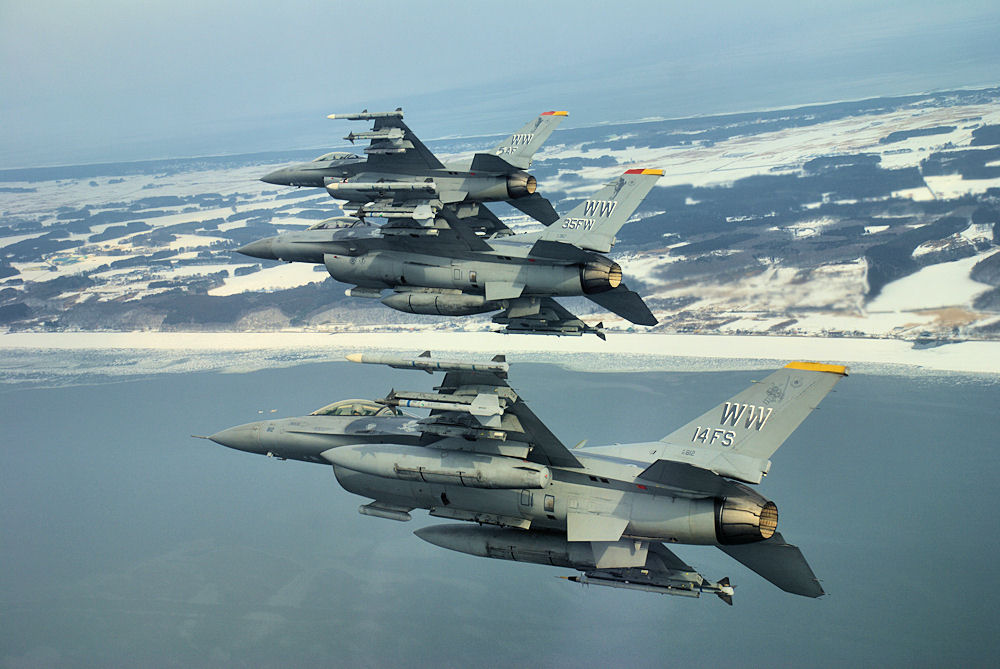
美國空軍第35戰鬥機聯隊第14戰鬥機中隊的F-16CJ戰鬥機在三澤基地附近編隊飛行訓練

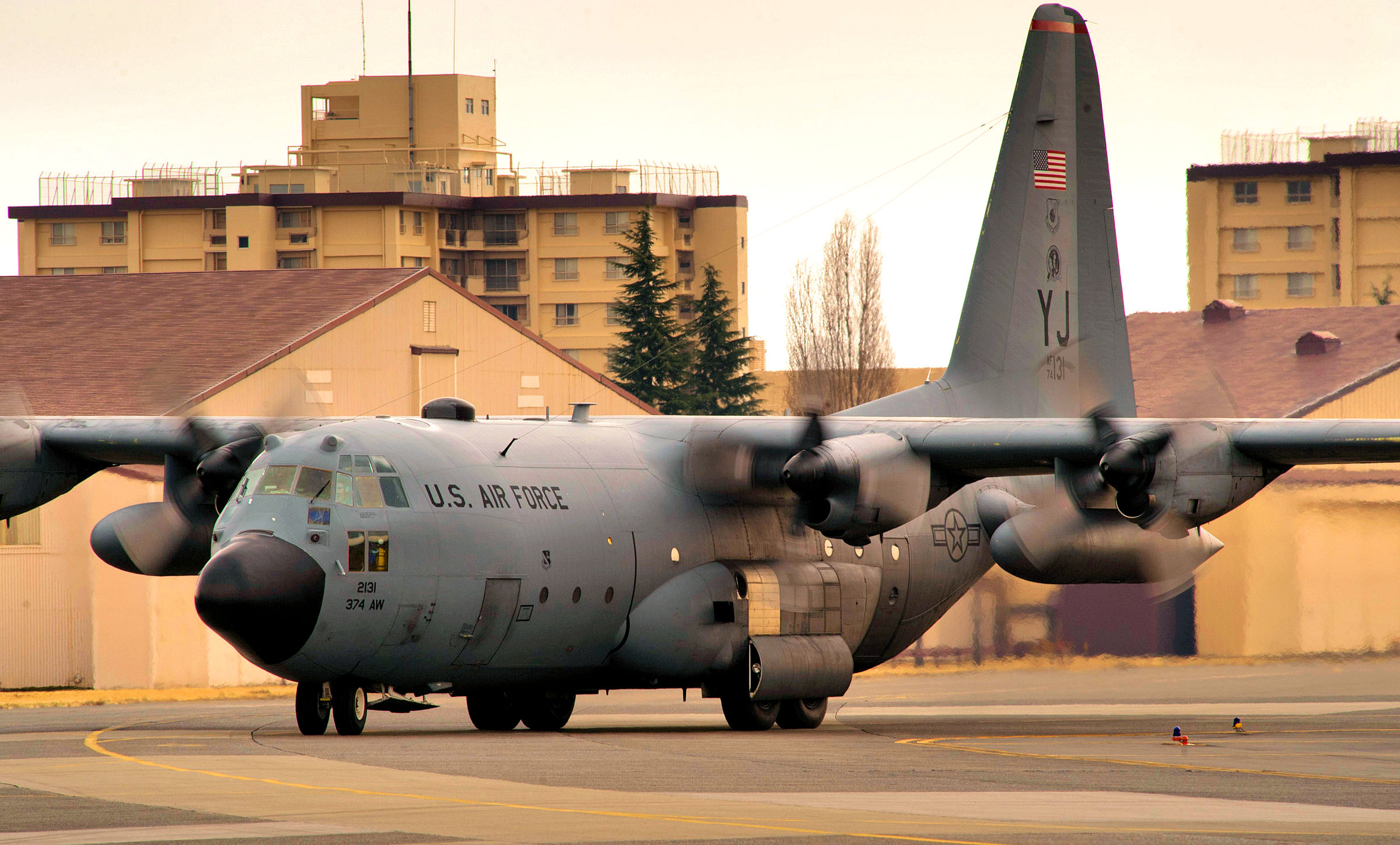
美國空軍第374空運聯隊的C-130H力士運輸機，位於橫田基地

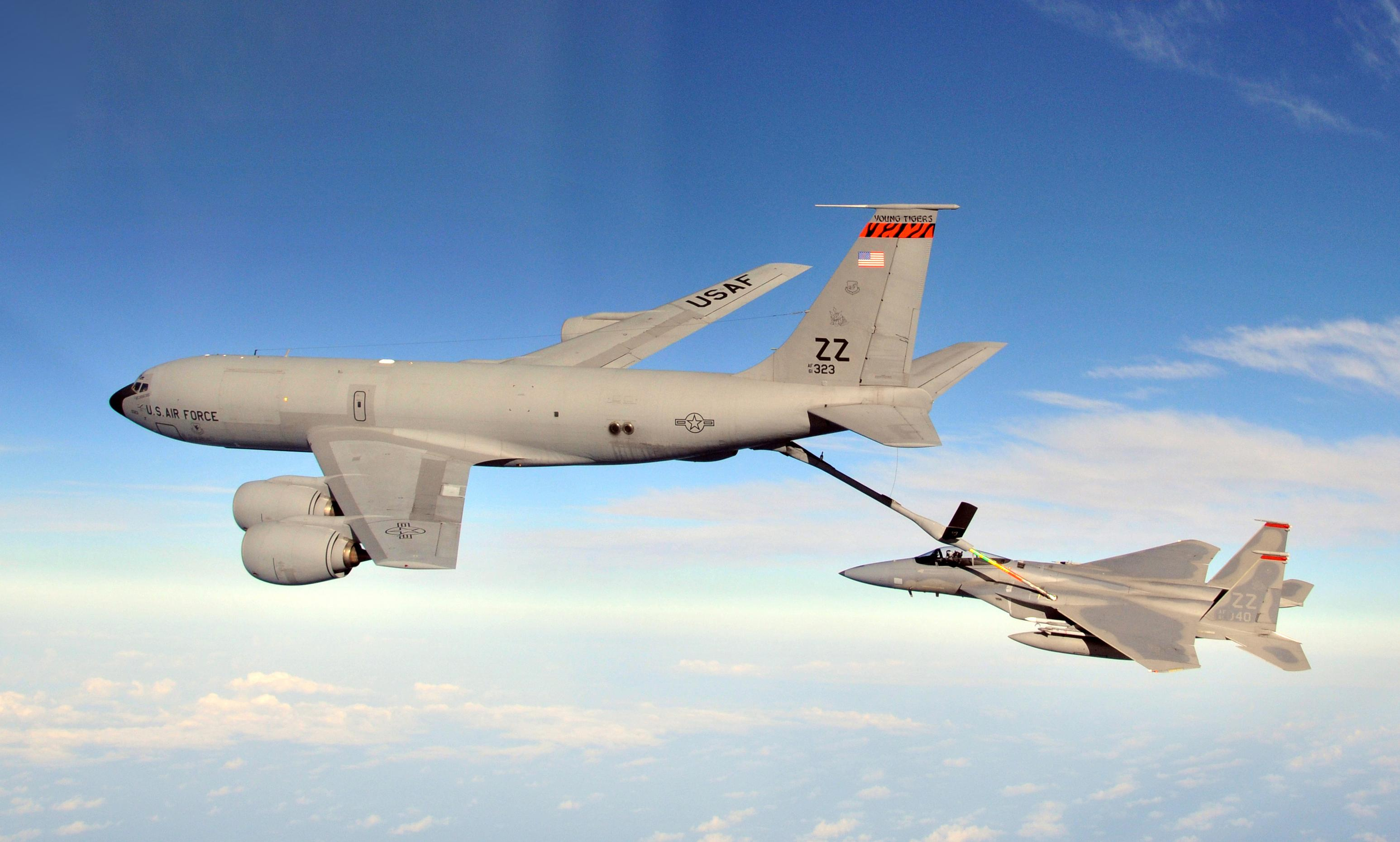
部屬於嘉手納空軍基地的美國空軍第18聯隊KC-135R空中加油機正在為第67戰鬥機中隊的F-15C戰鬥機執行空中加油

## 主要部隊
- 第18聯隊（英语：18th Wing），駐沖繩縣嘉手納空軍基地。配有F-15C/D、KC-135R、E-3B/C、HH-60G、HC-130P、RC-135V
- 第35戰鬥機聯隊（英语：35th Fighter Wing），駐青森縣三澤空軍基地。配有F-16C/D Block 50
- 第374空運聯隊（英语：374th Airlift Wing），駐東京都橫田空軍基地。配有C-130H/J

## 歷史
第五航空隊在1941年5月6日時以「美國陸軍菲律賓軍區航空隊」（Philippine Department Air Force）之名創設於菲律賓呂宋島的尼科斯飛行場，成為美國陸軍航空隊在太平洋戰區的一個戰鬥單位，主要參與西南太平洋責任區內的戰役。
戰爭期間，第五航空隊與日本軍首次作戰發生於1941年－1942年菲律賓戰役時，之後由於日軍攻陷菲律賓群島而撤退至澳大利亚。重新整頓後，又赴新幾內亞、荷屬東印度群島等地迎擊日軍，之後又在1944年－1945年菲律賓戰役中作為解放作戰的一部分，擊敗駐菲日軍。二戰結束、盟軍佔領日本後，第五航空隊是美國空軍進駐軍中的重要部隊，又在韓戰時成為美國空軍力量在朝鮮半島戰場上的主要指揮單位，冷戰時期起扮演駐日美國空軍的角色至今。

### 前身

#### 菲律賓軍區航空隊（Philippine Department Air Force）
美國與日本帝國關係逐漸惡化後的1941年7月成為一個關鍵時期，此後美軍致力使菲律賓進入備戰狀態。1935年成立的菲律賓陸軍航空隊（Philippine Army Air Corps）領導層認為有必要對其在菲律賓的指揮架構進行升級，以應對1939年以後的部隊規模擴大計劃。於是在1941年9月20日，在美國陸軍菲律賓軍區之下創立了菲律賓軍區航空隊（Philippine Department Air Force）。

### 沿革
- 菲律賓軍區航空隊（Philippine Department Air Force）

組建－1941年8月16日
正式服役－1941年9月20日
改組為美國遠東航空隊－1941年11月16日
改組為第5航空隊（5 Air Force）－1942年2月5日
改組為第五航空隊（Fifth Air Force）－1942年9月18日

#### 上級單位
- 美國陸軍菲律賓軍區（Philippine Department, U.S. Army）－1941年9月20日
- 駐澳美軍（US Forces in Australia；）－1941年12月23日

改組：駐澳美國陸軍（US Army Forces in Australia；）－1942年1月5日
- 美英荷澳司令部－1942年2月23日
- 同盟國空軍西南太平洋戰區（Allied Air Force, Southwest Pacific Area；）－1942年11月2日
- 美國遠東臨時航空隊（Far East Air Forces (Provisional)）－1944年6月15日
- 美國遠東航空隊（Far East Air Forces）－1944年8月2日

改組為美國陸軍太平洋航空司令部－1945年12月6日
改組為美國遠東航空隊（Far East Air Forces）－1947年1月1日
改組為美國太平洋空軍（PACAF）－1957年7月1日至今

#### 駐地
| - 呂宋尼科斯飛行場－1941年9月20日 - 澳大利亚達爾文空軍基地－1941年12月31日 - 爪哇萬隆－1942年1月18日 - 澳州布里斯班空軍基地－1942年3月1日 - 新幾內亞納扎布飛行場－1944年6月15日 - 荷屬東印度奧依島飛行場－1944年8月10日 - 菲律賓雷伊泰島布拉文飛行場－1944年11月20日 - 菲律賓民都洛麥奎爾飛行場－1945年1月 - 菲律賓克拉克飛行場－1945年4月 - 台灣台中清泉崗空軍基地 （英語：Ching Chuan Kang Air Base）－1966年-1976年1月7日 - 沖繩島本部飛行場－1945年8月4日 | - 日本入間川航空基地－1945年9月25日 - 日本東京－1946年1月13日 - 日本名古屋－1946年5月20日 - 韓國漢城空軍基地（K-16）－1950年11月1日 - 韓國大邱空軍基地（K-2）－1950年11月22日 - 韓國漢城空軍基地（K-16）－1951年6月15日 - 韓國烏山空軍基地－1954年1月25日 - 日本名古屋飛行場－1954年9月1日 - 日本府中通訊站－1957年7月1日 - 日本橫田空軍基地－1974年11月11日至今 |

#### 下屬單位
第2戰鬥運輸大隊（2nd Combat Cargo Group）：1944年10月－1946年1月15日
下屬司令部
- 第5航空隊勤務隊（V Air Force Service）：1943年6月18日－1944年6月15日
- 第5航空勤務區（V Air Service Area）：1944年1月9日－1944年6月15日
- 第5轟炸機司令部（英语：ABDACOM）：1941年11月14日－1946年5月31日
- 第5戰鬥機司令部（英语：Pacific Air Command, United States Army）：1942年8月25日－1946年5月31日
- 第5攔截機司令部（英语：5th Interceptor Command）：1941年11月4日－1942年4月6日，菲律賓戰役期間被改為陸軍航空隊步兵隊（Army Air Force Infantry）下轄單位
- 遠東航空勤務隊（Far East Air Service）：1941年10月28日－1942年11月2日

下屬航空師
- 第39航空師（英语：39th Air Division）：1954年9月1日－1968年1月15日
- 第41航空師（英语：41st Air Division）：1954年9月1日－1968年1月15日
- 第43航空師（英语：43d Air Division）：1954年9月1日－1957年10月1日
- 第313航空師（英语：313th Air Division）：1955年3月1日－1991年10月1日
- 第314航空師（英语：314th Air Division）：1946年5月31日－1950年3月1日；1950年12月1日－1951年5月18日；1955年3月15日－1986年9月8日
- 第315航空師（英语：315th Air Division）：1946年6月1日－1950年3月1日